# Односи Југославије и Индије
Односи Индија-Југославија су били историјски спољни односи између Индије и СФР Југославије. Југославија је успоставила пуне дипломатске односе с Индијом 5. децембра 1948. након раскола Тито-Стаљин 1948. године. У почетку су две земље развиле своје односе преко Савета безбедности УН 1949. године током заједничког чланства. У периоду Хладног рата обе земље су биле оснивачи и међу кључним чланицама Покрета несврстаних.

## Историја
У непосредном периоду након успостављања билатералних односа, за југословенске односе са Индијом била је задужена Амбасада Југославије у Лондону, док је за односе Индије са Југославијом била задужена Амбасада Индије у Риму. Амбасада Југославије у Индији (Њу Делхи) и Конзулат у Бомбају основани су још 1950. године. Крајем 1954. и почетком 1955. године Председник Југославије Јосип Броз Тито је први пут посетио Индију. Тито је био први европски лидер који је посетио Индију након стицања независности земље. Индијски премијер Џавахарлал Нехру је узвратио посету крајем јуна и почетком јула 1955.
Године 1956. председник Југославије Тито, индијски премијер Нехру и председник Египта Гамал Абдел Насер су се састали на Брионима где су покренули процес који ће довести до оснивања Покрета несврстаних 1961. године на Београдској конференцији. Индија и Југославија су 1956. године потписале трговински споразум у Њу Делхију.
Наредни период обележила је размена честих сусрета и интензивна лична преписка између југословенског и индијског руководства. Нова индијска премијерка, Индира Ганди, је први пут посетила Југославију1966. године, након чега је исте године уследио Титов узвратни сусрет. Већ 1967. Индира Ганди је још једном посетила Југославију, а узвратна посета је организована 1968. године. Тито и Индира Ганди су изразили идентичне ставове у погледу институционализације сарадње у оквиру Покрета несврстаних. Током сусрета у Индији у октобру 1971. И Тито и Индира Ганди изразили су забринутост због поступања са Шеиком Муџибуром Рахманом који је тада био ухапшен. Председнику Титу је додељена Награда Џавахарлал Нехру за међународно разумевање током посете Њу Делхију јануара 1974. године.